# Sjarhej Stas
Sjarhej Stas (belarussisch Сяргей Стась, russisch Сергей Стась Sergei Stas; * 28. April 1974 in Minsk, Weißrussische Sozialistische Sowjetrepublik) ist ein ehemaliger belarussischer Eishockeyspieler. Seit seinem Karriereende arbeitet Stas als Eishockeytrainer und ist seit 2019 Cheftrainer des HK Homel.

## Karriere
1992 begann die Profikarriere für den damals 18-jährigen Juniorenspieler bei Dinamo Minsk. Die folgende Saison begann er bei Tiwali Minsk, ehe er über den Atlantik an den Eriesee in die East Coast Hockey League wechselte. In den folgenden Jahren spielte er in diversen Minor Leagues in Nordamerika, konnte sich aber nie für Einsätze in der National Hockey League empfehlen. Daher wechselte er zur Saison 1997/98 nach Deutschland zu den Nürnberg Ice Tigers in die Deutsche Eishockey Liga. Nach zwei erfolgreichen Jahren in Nürnberg entschied er sich, nach Oberhausen zu den Revierlöwen zu wechseln.
Weiter Stationen in der DEL waren die Augsburger Panther, Krefeld Pinguine und die Wölfe Freiburg. Mit den Pinguinen aus Krefeld wurde er in der Saison 2002/03 Deutscher Meister, wurde aber nach der Saison aus dem Kader gestrichen, woraufhin er nach Freiburg wechselte. Nach dem Abstieg der Wölfe in die 2. Bundesliga unterschrieb er 2004 einen Vertrag beim Zweitliga-Aufsteiger Moskitos Essen, ehe er sich zur Saison 2005/06 den Dresdner Eislöwen anschloss. In seinem zweiten Jahr in Dresden hatte er mit Verletzungen zu kämpfen und konnte der Mannschaft in den Play-downs der 2. Bundesliga nicht helfen. Nach der Saison entschied er sich, zurück in seine Heimat zu wechseln, und spielte dort eine Saison beim HK Junost Minsk, um noch einmal die Chance zu bekommen, für die Nationalmannschaft Belarus’ zu spielen. Zur Saison 2008/09 wechselte Sjarhej Stas erneut zu den Wölfen Freiburg. Dort blieb er zwei Jahre lang, ehe er zur Saison 2010/11 zum HK Schachzjor Salihorsk aus der belarussischen Extraliga wechselte.

### International
Für Belarus nahm Stas an den B-Weltmeisterschaften 1997, 2002 und 2004 sowie den A-Weltmeisterschaften 1998, 2000, 2001 und 2003 teil. Zudem stand er im Aufgebot seines Landes bei den Olympischen Winterspielen 1998 in Nagano und 2002 in Salt Lake City.

## Erfolge und Auszeichnungen
- 2003 Deutscher Meister mit den Krefeld Pinguinen

## Karrierestatistik
|           |                        |       | Reguläre Saison | Reguläre Saison | Reguläre Saison | Reguläre Saison | Reguläre Saison | Play-offs | Play-offs | Play-offs | Play-offs | Play-offs |
| Saison    | Team                   | Liga  | Sp              | T               | V               | Pkt             | SM              | Sp        | T         | V         | Pkt       | SM        |
| --------- | ---------------------- | ----- | --------------- | --------------- | --------------- | --------------- | --------------- | --------- | --------- | --------- | --------- | --------- |
| 1992/93   | Dinamo Minsk           | RuHL  | 27              | 1               | 0               | 1               | 14              |           |           |           |           |           |
| 1993/94   | Dinamo Minsk           | RuHL  | 14              | 0               | 0               | 0               | 68              |           |           |           |           |           |
|           | Erie Panthers          | ECHL  | 2               | 1               | 2               | 3               | 4               | –         | –         | –         | –         | –         |
| 1994/95   | Erie Panthers          | ECHL  | 35              | 1               | 15              | 16              | 108             | –         | –         | –         | –         | –         |
|           | Greensboro Monarchs    | ECHL  | 21              | 1               | 7               | 8               | 102             | 18        | 2         | 7         | 9         | 38        |
| 1995/96   | Quad City Mallards     | CoHL  | 15              | 2               | 7               | 9               | 30              | 4         | 0         | 1         | 1         | 14        |
|           | Fort Wayne Komets      | IHL   | 38              | 1               | 2               | 3               | 90              | –         | –         | –         | –         | –         |
|           | Phoenix Roadrunners    | IHL   | 3               | 0               | 0               | 0               | 6               | –         | –         | –         | –         | –         |
| 1996/97   | Saginaw LumberKings    | CoHL  | 29              | 5               | 17              | 22              | 63              | –         | –         | –         | –         | –         |
|           | Las Vegas Thunder      | IHL   | 12              | 0               | 1               | 1               | 39              | –         | –         | –         | –         | –         |
|           | San Antonio Dragons    | IHL   | 9               | 1               | 1               | 2               | 40              | –         | –         | –         | –         | –         |
|           | Fort Wayne Komets      | IHL   | 14              | 1               | 3               | 4               | 23              | –         | –         | –         | –         | –         |
| 1997/98   | Nürnberg Ice Tigers    | DEL   | 43              | 12              | 15              | 27              | 76              | –         | –         | –         | –         | –         |
| 1998/99   | Nürnberg Ice Tigers    | DEL   | 51              | 2               | 18              | 20              | 163             | –         | –         | –         | –         | –         |
| 1999/2000 | Revierlöwen Oberhausen | DEL   | 51              | 6               | 12              | 18              | 112             | –         | –         | –         | –         | –         |
| 2000/01   | Augsburger Panther     | DEL   | 60              | 9               | 27              | 36              | 128             | –         | –         | –         | –         | –         |
| 2001/02   | Krefeld Pinguine       | DEL   | 55              | 7               | 13              | 20              | 84              | 2         | 1         | 0         | 1         | 2         |
| 2002/03   | Krefeld Pinguine       | DEL   | 51              | 5               | 6               | 11              | 134             | 13        | 0         | 0         | 0         | 8         |
| 2003/04   | Wölfe Freiburg         | DEL   | 51              | 6               | 32              | 38              | 138             | –         | –         | –         | –         | –         |
| 2004/05   | Moskitos Essen         | 2. BL | 18              | 3               | 8               | 11              | 63              | –         | –         | –         | –         | –         |
| 2005/06   | Dresdner Eislöwen      | 2. BL | 48              | 8               | 15              | 23              | 0               | –         | –         | –         | –         | –         |
| 2006/07   | Dresdner Eislöwen      | 2. BL | 44              | 9               | 9               | 18              | 0               | –         | –         | –         | –         | –         |
| 2007/08   | HK Junost Minsk        | BLR   | 40              | 2               | 5               | 7               | 102             | –         | –         | –         | –         | –         |
| 2008/09   | Wölfe Freiburg         | 2. BL | 42              | 6               | 20              | 26              | 147             | –         | –         | –         | –         | –         |
| 2009/10   | Wölfe Freiburg         | 2. BL | 44              | 5               | 20              | 25              | 143             | 10        | 2         | 2         | 4         | 20        |

(Legende zur Spielerstatistik: Sp oder GP = absolvierte Spiele; T oder G = erzielte Tore; V oder A = erzielte Assists; Pkt oder Pts = erzielte Scorerpunkte; SM oder PIM = erhaltene Strafminuten; +/− = Plus/Minus-Bilanz; PP = erzielte Überzahltore; SH = erzielte Unterzahltore; GW = erzielte Siegtore; 1 Play-downs/Relegation; Kursiv: Statistik nicht vollständig)